# Dominique Faure
Dominique Faure (ur. 28 sierpnia 1959 w Carcassonne) – francuska polityk, od 2022 roku pełni funkcję sekretarza stanu ds. obszarów wiejskich w rządach Élisabeth Borne i Gabriela Attala.

## Wczesne życie i kariera
Faure posiada tytuł inżyniera uzyskany w INSA de Lyon oraz tytuł MBA w HEC Paris.
Po ukończeniu studiów pracowała w firmach, m.in. w IBM, Motorola, SFR, Veolia – i prowadziła firmę konsultingową w zakresie zasobów ludzkich. Wraz z mężem prowadzi także hotel.
W latach 2014–2022 była merem Saint-Orens-de-Gameville. W 2022 roku została wybrana do francuskiego Zgromadzenia Narodowego. startowała w tych wyborach parlamentarnych w 10. okręgu wyborczym Górna Garonna.

## Życie osobiste
Ma męża i troje dzieci.